# ダニー・ハボック
ダニー・ハボック（Danny Havoc、1986年5月19日 - 2020年5月31日）は、アメリカ合衆国出身のプロレスラーである。コンバット・ゾーン・レスリングやIWAミッドサウスなどといった、いわゆるハードコア系のプロレス団体を主戦場として活動していた。

## 来歴

### CZW：始動
コンバット・ゾーン・レスリング(CZW)の運営によるレスリングスクールでの訓練を経て、2005年―この年のCZWのトーナメント・オブ・デス選手権(TOD)の場でプロとしてのデビューを行った。 この年にはチカラのマットに初参戦したほか、IWAミッドサウスの『デスマッチの祭典』―キング・オブ・ザ・デスマッチ選手権(KOTDM)にも出場。1回戦目でミスター・インサニティーとディスファンクションに敗退したものの、ヘラウェア・アサシンとブランドン・プロフェットを相手に観客持参の凶器を用いた非選手権試合を行い、これを制している。

### 勃興
2006年にさっそくTODへの本格参戦を果たし、1回戦目でジョン・ザンディグを破るも、2回戦目で敗退。 翌2007年のTODでは、1回戦目でスコッティ・ヴォルテクズと当たり、さっそく蛍光灯や梯子や木製の小屋を用いたデスマッチを敢行。梯子から小屋へのデスバレードライバーをヴォルテクズへと見舞ってこれを制し、2回戦目でドレイク・ヤンガーを相手に芝刈り機を使ったデスマッチを戦い、敗れ去った。 それからおおよそ2週間後にKOTDMへの2度目の出場を行い、ディスファンクションとの第1回戦で、有刺鉄線金網に置き換えられたリングでのデスマッチを戦い敗退。続けてインサーン・レーンと組んだうえで、ローリン・ハード∽ミッチ・ペイジ組と吹本賢児∽ディレンジド組とのバトルロイヤル戦を制した。これはミッチ・ペイジの最後の試合でもあった。
やがて9月になると、CZWのマットで総数5名から成るバトルロイヤル戦を制し、同時にCZWのジュニアヘビー級王座を獲得。それから程なくして『ファスト・フォワード』と題されたTODの番外大会に出場し、蛍光灯を使ったデスマッチにてダスティン・リーを撃破。続けて戦った第2回戦でブレイン・ダメージに敗れ退いた。 この年には更にIWAイーストコーストのマスターズ・オブ・ペイン選手権大会に初出場し、第一回戦でガラスを用いたデスマッチをマッドマン・ポンドと戦うも、そのまま敗れ退いた。

### TOD：制覇
観客持参の凶器を用いたバトルロイヤル戦でネクロ・ブッチャーとインセイン・レインを下してIWAミッドサウスデスマッチ王座を獲得―そうして幕を開けた2008年にあっては、ウエストサイド・エクストリーム・レスリング(wXw)というドイツのプロレス団体のマットに初参戦。サムタック・ジャックとのデスマッチ戦を幾度にもわたり重ねつつ、ドレイク・ヤンガーの保持下にあったCZWのヘビー級王座の奪取に挑戦するも失敗。このヤンガーとの一戦は観客持参の凶器を用いたデスマッチとなるはずであったが、地元の警察に咎められたことで、デスマッチ式の試合は実現せずに終わった。
そして5月にTODの第7大会が開幕。自身3度目の出場であったこの大会にあって、まずラムを下して第1回戦を制すると、続けてニック・ゲージと組んだうえで、グレッグ・エクセレント∽ピンキー・サンチェス組を撃破。そうして迎えた決勝戦はニック・ゲージとドレイク・ヤンガーとスコッティー・ヴォルテクズとのバトルロイヤル戦で、やがてはこれを制し、ついにはこの大会―トーナメント・オブ・デスの覇者の座に君臨することとなった。
その翌月にはKOTDMへの参戦をも行ったうえで、ワックス〜ヴォルテクズ〜インセイン・レイン〜ディレンジドと、画鋲や瓶蓋やガラスを用いたデスマッチ戦を勝ち抜き、有刺鉄線ロープ、蛍光灯で出来た足場、200本の蛍光灯、・・・こうした小道具を用いた決勝戦をデボン・ムーアと戦い敗れ退いた。
ひいては10月11日―ネクロ・ブッチャー、ドレイク・ヤンガー、ブレイン・ダメージ、・・・これらの面々とともにCZWウルトラバイオレントアンダーグラウンド王座を賭けたバトルロイヤル戦のリングに上がり、やがてネクロ・ブッチャーに下される。ところがこの王座の保持者であったヤンガーがこれをハボックの手に渡したことから、数奇な形でこの王座―ウルトラバイオレントアンダーグラウンド王座の戴冠を成したのであった。
そしてそれからおおよそ1ヵ月後に自身2度目のマスターズ・オブ・ペインへの出場を決行。剣山を用いたデスマッチでトビー・クラインを下して第一回戦を制するも、そのまま進んだ準決勝戦で伊東竜二に敗れ去った。

### 熟成
前年―すなわち2008年から引き続きネクロ・ブッチャーとの抗争を展開することとなった2009年にあっては、すっかり常連となったKOTDMとTOD〜そして『リワインド』と題されたTODの2度目の番外大会に出場。エルクビュー・アダム、ディスファンクション、サミ・キャラハン、サムタック・ジャック、そしてネクロ・ブッチャー・・・こうした面々を相手に数多のデスマッチ戦を戦い抜いた。
やがて年も暮れゆく頃に自身3度目のマスターズ・オブ・ペインへの参戦を行い、第一回戦でサミ・キャラハンを破り去るも、その次の準決勝戦にあって宮本裕向に敗れ去った。
2011年4月3日、大日本プロレス札幌大会で初来日。以降も数回来日している。
2017年9月9日、CZWで行われたDown with the Sickness大会において、対アレックス・コロン戦で現役を引退。12年のキャリアに幕を下ろした。
2019年、GCWにて復帰。2020年2月に来日。
2020年、GCWより5月31日に死去したことが発表された。（ゲーム・チェンジャー・レスリングによるツイート）

## 私生活
『ダニー・ハボック』は本名で、アイオワ州のシリンダーという小さな町の出身。
マグナムTOKYO、田中将斗、ネクロ・ブッチャー、望月成晃、そして特に葛西純のファンである。
少年時代に、本人と、ドレイク・ヤンガー、スコッティー・ヴォーテックスらがアメリカで社会問題となったバックヤードレスリングについて取材を受けている映像がニュース番組で取り上げられたことがある。

## 出演

### 映画
- 狂猿（2021年、SPACE SHOWER FILMS）[18]